# Chindōgu
Le chindōgu (珍道具) est l'art japonais d'inventer des gadgets « utiles mais inutilisables ». Ces objets semblent utiles puisqu'ils répondent à de petits problèmes quotidiens de la vie moderne mais se révèlent dans la pratique inutilisables du fait des nouvelles contraintes qu'ils génèrent ou du ridicule même qu'ils entraînent.
La traduction littérale est « curieux/étrange (珍, chin) outil (道具, dōgu) ».

## Genèse
Le chindōgu est en fait un art créé dans les années 1980 par Kenji Kawakami, un ingénieur japonais.
Bien qu'ayant déposé plusieurs brevets, Kenji Kawakami revendique l'idée d'inventer ou d'innover sans que cela soit dans un but commercial ou utilitaire. Il dénonce ainsi le « consumérisme » et l'« utilitarisme » omniprésents du monde moderne.
Une association comptant plus de 10 000 membres de par le monde existe : l'International Chindogu Society.

## Exemples dechindōgu
- La fourchette avec moteur intégré pour enrouler les spaghettis (qui provoque des éclaboussures s'il y a trop de sauce) ;
- les mini-parapluies pour chaussures ;
- la barre pratique Ctrl-Alt-Suppr qui permet d'appuyer sur les trois touches d'un clavier en une seule pression.

## Les dix principes duchindōgu
L’International Chindogu Society a énoncé dix grands principes à respecter et à suivre, et qui caractérisent un chindōgu. Ils sont disponibles en anglais sur la page web de l’association :
1. Un chindōgu ne doit pas être conçu pour un véritable usage. Il doit être d'un point de vue pratique quasiment inutilisable.
2. Un chindōgu doit exister. Même si on ne peut pas l'utiliser réellement, le chindōgu doit physiquement exister.
3. Chaque chindōgu doit véhiculer l'idée d'une certaine anarchie, et avoir été créé dans une certaine anarchie. Les chindōgu sont des objets créés par l'homme mais qui se sont affranchis du concept d'utilité. Ils représentent la liberté de penser et d'agir ; la liberté de défier l'ancienne et suffocante dominance de l'utile ; la liberté d'être (presque) inutile.
4. Les chindōgu sont conçus pour la vie quotidienne. Ils doivent être compris par tout le monde, et partout. Le chindōgu est une forme de communication non verbale. Les inventions extrêmement spécifiques ou techniques ne sont pas classables comme chindōgu.
5. Les chindōgu ne sont pas vendus. Les chindōgu ne sont pas faits pour être vendus ou achetés.
6. L'humour ne doit pas être la seule motivation de création d’un chindōgu. La création d'un chindōgu est à la base une activité de « résolution de problème ». L'humour est simplement le coproduit de la découverte d'une solution élaborée et/ou non conventionnelle à un problème qui n'était pas nécessairement contraignant.
7. Le chindōgu n'est pas de la propagande. Un chindōgu est innocent. Il est fait pour être utilisé, même s'il ne le sera pas. Il ne doit pas être créé comme un commentaire pervers ou ironique de la condition humaine.
8. Un chindōgu ne peut être tabou. Il ne doit pas être vulgaire, ni porter atteinte à une créature vivante.
9. Un chindōgu ne peut être breveté. Les chindōgu sont offerts au monde entier. Ils ne sont donc pas des idées pouvant être protégées, placées sous copyright, brevetées, collectionnées ou possédées. Comme le disent les Espagnols : « Mi chindōgu, es tu chindōgu ».
10. Un chindōgu ne doit causer aucun préjudice.